# Svensona sličná

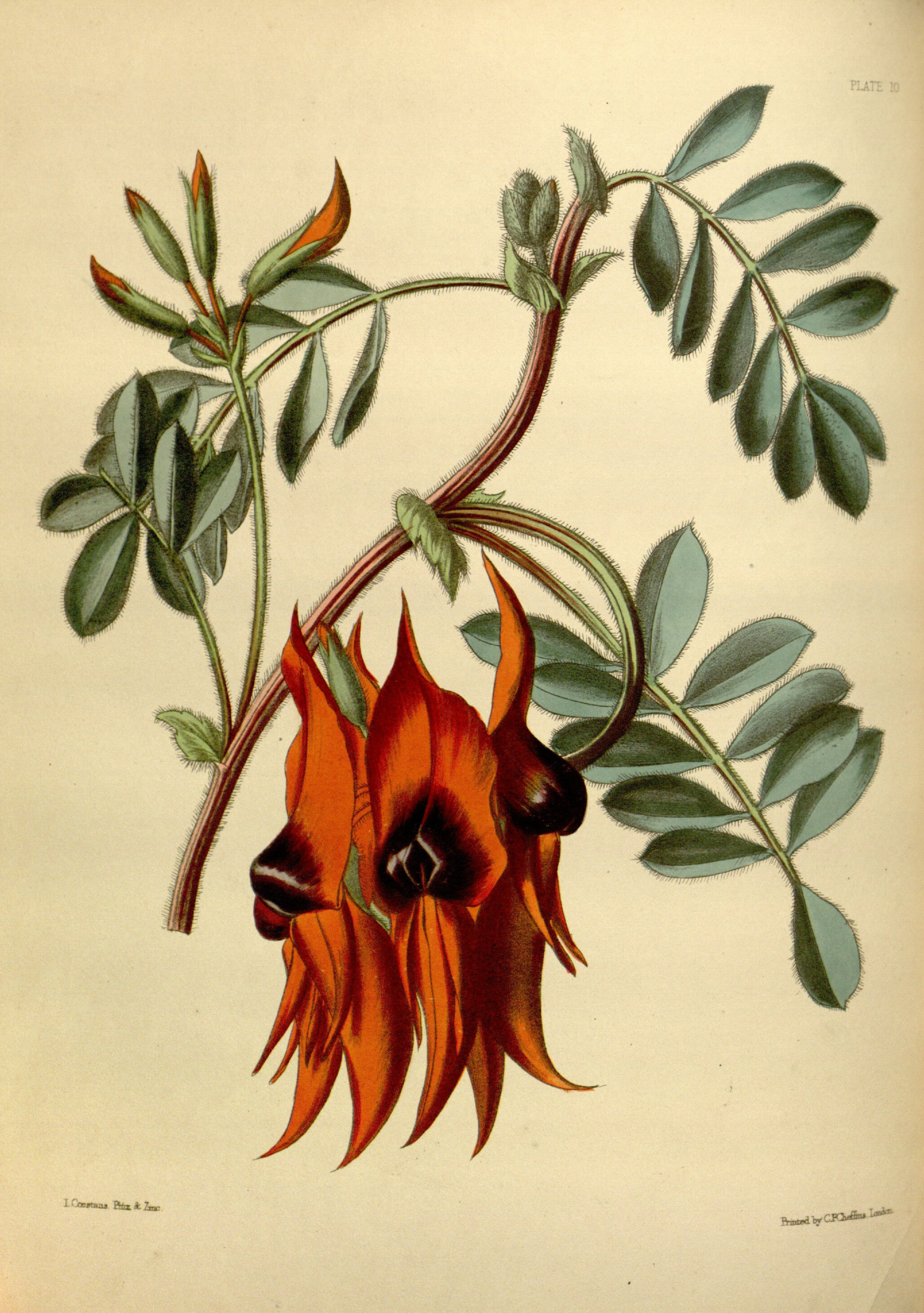
Nákres květenství a listů

Svensona sličná (Swainsona formosa) je planě rostoucí, endemická rostlina Austrálie, druh ze širokého rodu svensona. Pro svou krásu je považována za královnu australské pouště a od roku 1961 je oficiálním květinovým symbolem australského spolkového státu Jižní Austrálie. V minulosti byla svensona sličná řazena do rodu nádhernice (Clianthus) pod jménem Clianthus formosus.

## Výskyt
Tento nepříliš obvyklý druh se řídce vyskytuje ve všech státech Austrálie, vyjma státu Victoria. Do Evropy (Anglie) byla svensona sličná přivezena až roku 1855.
Na nejmenším kontinentu se vyskytuje na vyprahlých travnatých pláních nebo v řídkých křovinách na okrajích rozlehlých pouštích oblastí. Roste v písčitých a hlavně propustných půdách na vápencovitém podloží, kde má zajištěno plné oslunění. Často vyrůstá současně s krátkověkou, efemérní vegetaci po velkých přívalových deštích.

## Popis
Obvykle pouze jednoletá, hustě chlupatá bylina s lodyhami 50 až 150 cm dlouhými, které vyrůstají z dlouhých kořenů. Lodyhy jsou většinou poléhavé a jen někdy vzpřímené až keřovité, na průřezu bývají téměř oblé a mívají barvu šedozelenou až načervenalou. Jsou porostlé až 30 cm dlouhými, řapíkatými listy se dvěma palisty na bázi, listy jsou lichozpeřené a bývají až sedmijařmé. Lístky mají buď krátké řapíčky nebo jsou přisedlé, jejich čepele jsou eliptické až obvejčité, asi 2 cm dlouhé a 1 cm široké, šedozelené a uprostřed mají výraznou, světlou střední žilku.
Květy s povislými stopkami vytvářejí nahuštěná, dvou až šestikvětá okoličnatá květenství. Ta vyrůstají na koncích vztyčených, až 30 cm dlouhých, ochlupených stopkách, které rostou v pravidelných intervalech z plazivých lodyh. Vzhledově poněkud netypické, oboupohlavné, pětičetné květy mají trubkovitý kalich tvořený špičatými zuby, z nich dva horní jsou téměř srostlé. Krvavě červená, narůžovělá, či méně často nažloutle bělavá koruna bývá velká 5 až 10 cm. Její dominantní části je prodloužená a zašpičatělá pavéza, která má u báze výrazný zduřelý výrůstek, obvykle černě nebo tmavočerveně zbarvený. Šavlovitá křídla i zahnutý člunek jsou zašpičatělé. V květu je devět srostlých a jedna volná tyčinka a chlupatý semeník s dlouhou čnělkou. Obvykle je hlavní dobou kvetení období od ledna do července, ale květy se někdy vytvářejí po vydatných deštích i v jinou roční dobu. Nejčastěji jsou opylovány ptáky slétající se na nektar.
Po dozrání semen rostlina obvykle uhyne. Plodem je asi 5 cm dlouhý lusk s plochými semeny, která si při skladování v suchém prostředí podržují životaschopnost po mnoho let. Průměrná hmotnost tisíce semen je 7 gramů.
Australští domorodci tato pečená semena tradičně jedí. Semena obsahují inhibitor trypsinu, jednoho ze základních enzymů, které při trávení štěpí bílkoviny.

## Rozmnožování
Rostlinu lze rozmnožovat nejlépe semeny. Protože mají tvrdá osemení, je nutno je skarifikovat nebo máčet v teplé vodě a vysazovat až po nabobtnání. Kořeny jsou při přesazování citlivé na poškození. Rostliny začínají kvést obvykle za čtyři měsíce po výsevu.
Ve středoevropském prostředí lze svensonu sličnou pěstovat jen stěží. Při déletrvající vlhkosti je náchylná k houbovitým chorobám i ochoření chladem, přestože v suché domovině snese i mírný mráz.

## Galerie

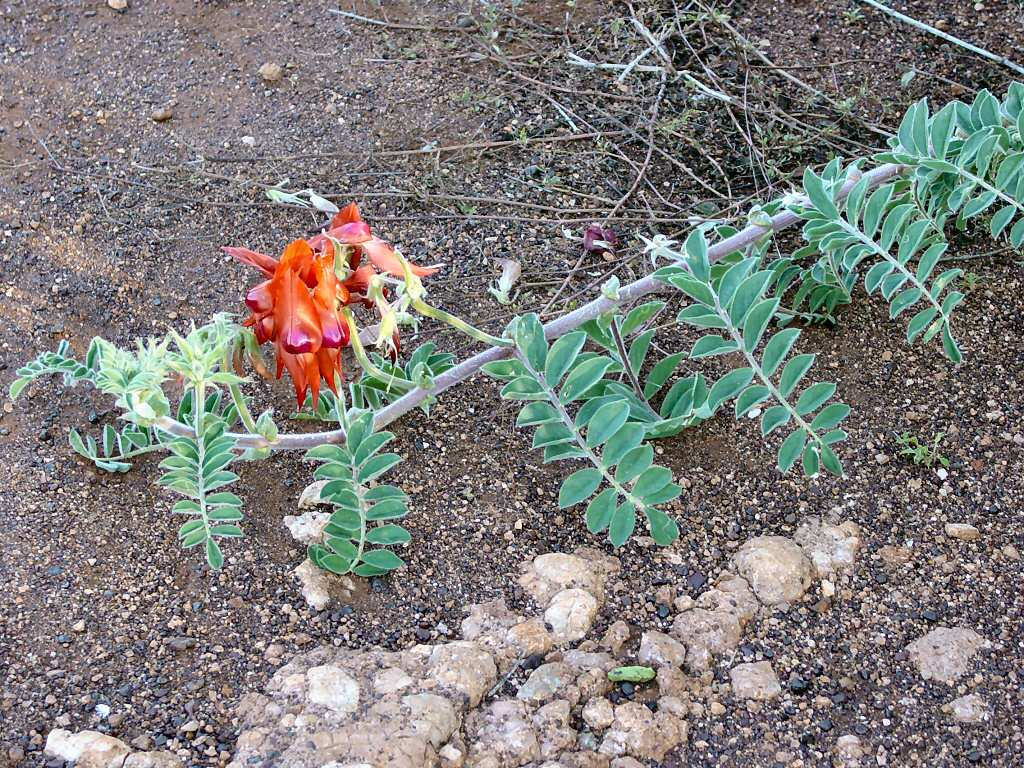
Lodyha s květenstvími
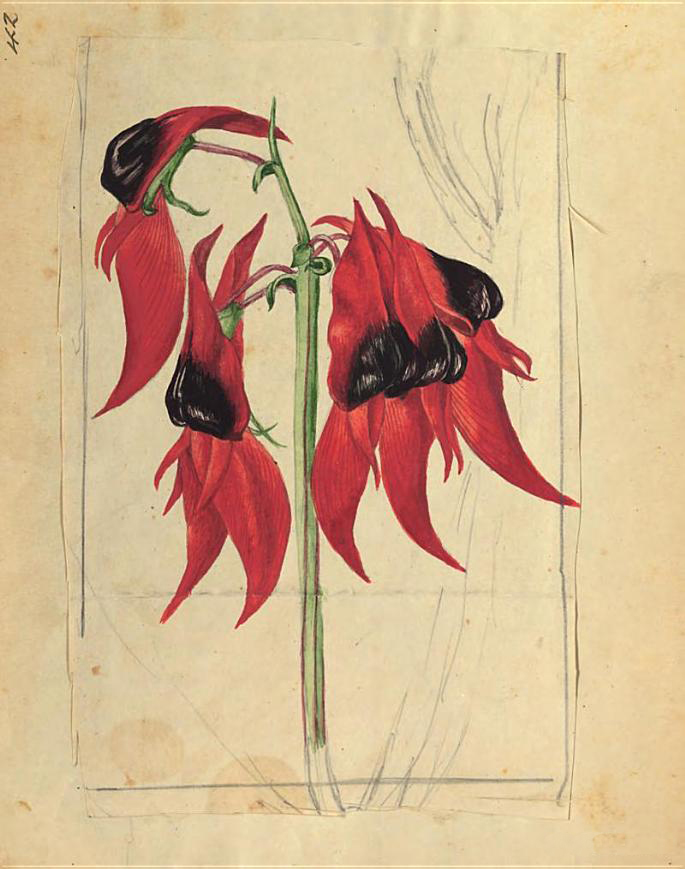
Květenství
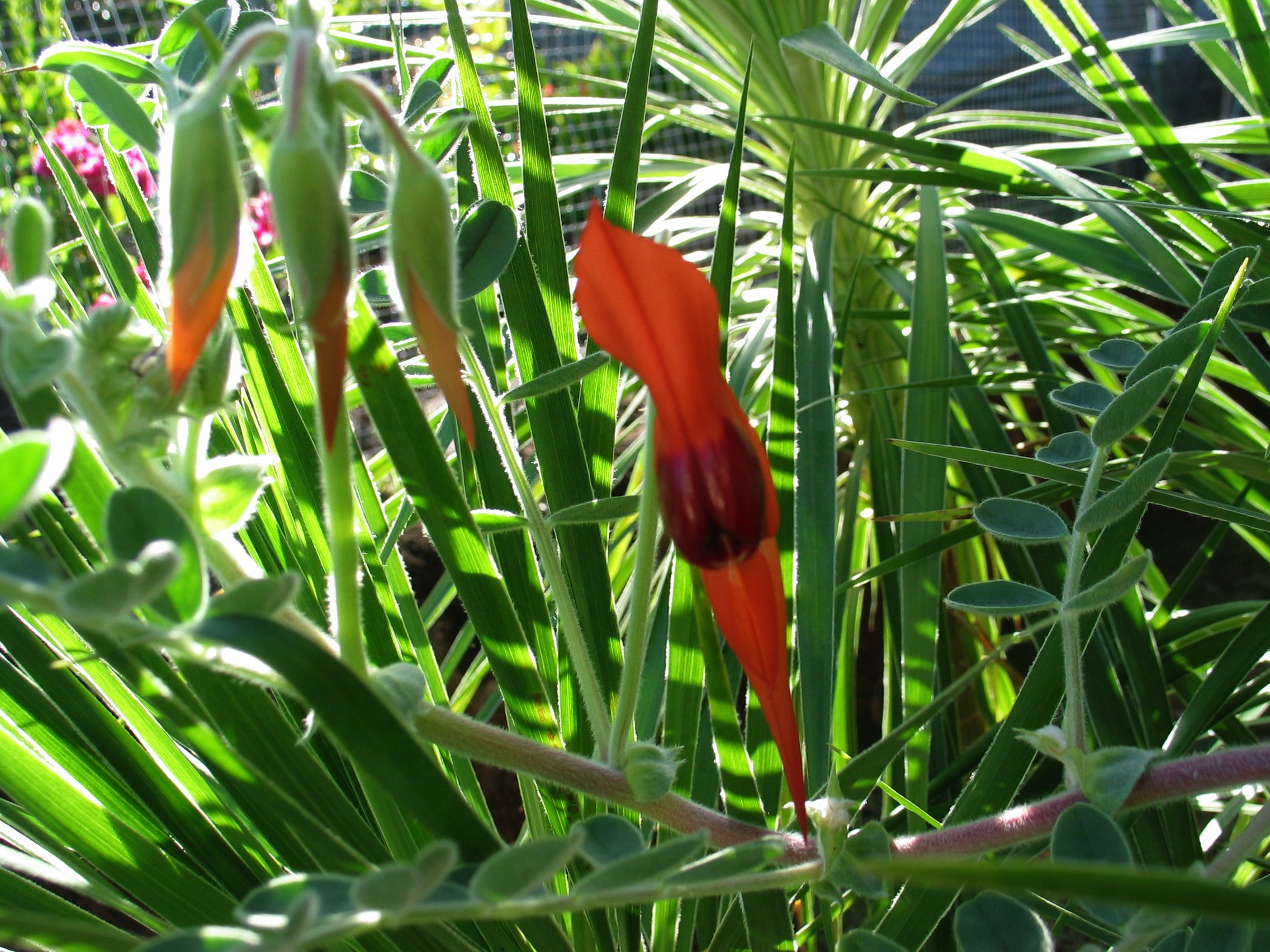
Nakvétající květenství